# チャールズ・ゴッドフリー・リーランド
チャールズ・ゴッドフリー・リーランド（1824年8月15日 - 1903年3月20日）は、アメリカ合衆国のユーモリスト、作家、民俗学者。ペンシルベニア州フィラデルフィア出身。彼はプリンストン大学とヨーロッパで教育を受けた。
リーランドはジャーナリズムに携わり、広い範囲を旅して、民俗学や民俗言語学に関心を抱いた。彼はアメリカとヨーロッパの言語や民間伝承に関する書籍や記事を出版した。彼は多彩な仕事をし、漫画『ハンス・ブレイットマンズ・バラッド』の作者として著名となり、二つの紛争で兵士として戦った。また、半世紀後にネオペイガニズムの主要な文献となる『アラディア、あるいは魔女の福音』を著した。